# Barcelona FM
Barcelona FM és l'emissora de ràdio municipal de Barcelona al dial 91.0 de l'FM, gestionada per l'empresa Informació i Comunicació de Barcelona SA spm, també responsable de Betevé, el Consell d'Administració de la qual fou renovat l'estiu de 2014 per un mandat de sis anys i estava format per Vicenç Villatoro, Isona Passola, Albert de Gregorio, Carlos Nieto i Josep Maria Carbonell.

## Història
La ràdio va començar les emissions el 25 de setembre del 2014, principalment amb continguts de caràcter local, seguint un sistema amb blocs de 30 minuts que incloïen seccions i reportatges de temàtiques diverses, emesos entre les 7 i les 21 h de dilluns a divendres. Els caps de setmana eren són musicals amb butlletins informatius a cada punt horari, des de les 8 fins a les 22 h.
El director era Sergi Vicente i Rafael de Ribot el cap d'Antena i Continguts.